# 7-deidrocolesterolo reduttasi
La 7-deidrocolesterolo reduttasi è un enzima appartenente alla classe delle ossidoreduttasi, che catalizza la seguente reazione:
colesterolo + NADP+ ⇄ colestan-5,7-diene-3β-olo + NADPH + H+